# Alvaradoa amorphoides
Alvaradoa amorphoides Liebm. è una pianta appartenente alla famiglia delle Picramniaceae, originaria del Messico e dell'America centrale.

## Descrizione

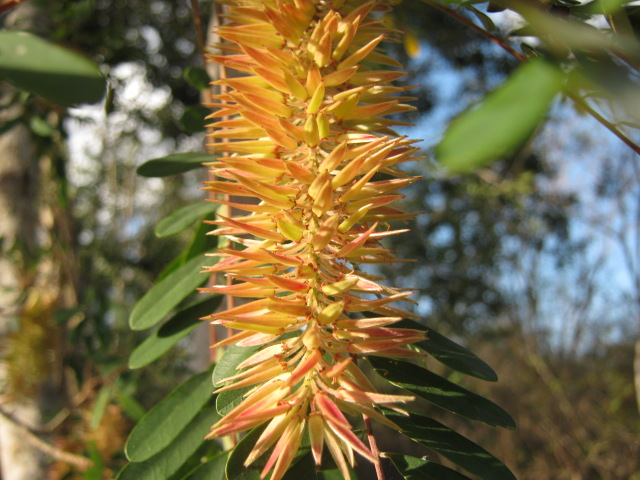
Fiore di A. amorphoides

A. amorphoides è un grande arbusto o un piccolo albero con rami pubescenti che raggiunge i 10 m di altezza.
Le foglie composte e imparipennate sono disposte alternativamente e sono costituite da 19 o più foglioline. Le foglioline sono di colore  verde chiaro, ovali o oblunghe con un apice fogliare arrotondato e margine intero.
I fiori dioici sono disposti in racemi e presentano cinque petali giallo-verdastri.
Il frutto, una samara, è ricoperto da una sottile peluria e diventa rossastro a maturità.

## Distribuzione e habitat
A. amorphoides è originaria del Messico e dell'America centrale, della Florida e delle Isole Cayman. La pianta cresce in terreni calcarei umidi e ben drenati, con un po' di sostanza organica, ed è resistente una volta stabilizzata.

## Usi
A. amorphoides viene impiegata come pianta ornamentale in giardini e parchi grazie alle attraenti foglie pennate che proiettano una leggera ombra, insieme ai suoi fiori e frutti colorati. Tuttavia può anche essere potata per costituire un'eccellente siepe. È desiderabile in un giardino di piante autoctone.